# Cenad
Cenad (en hongrois : Nagycsanád, en allemand : Tschanad) est une commune du județ de Timiș en Roumanie.